# Friedrich Kramer (Bischof)

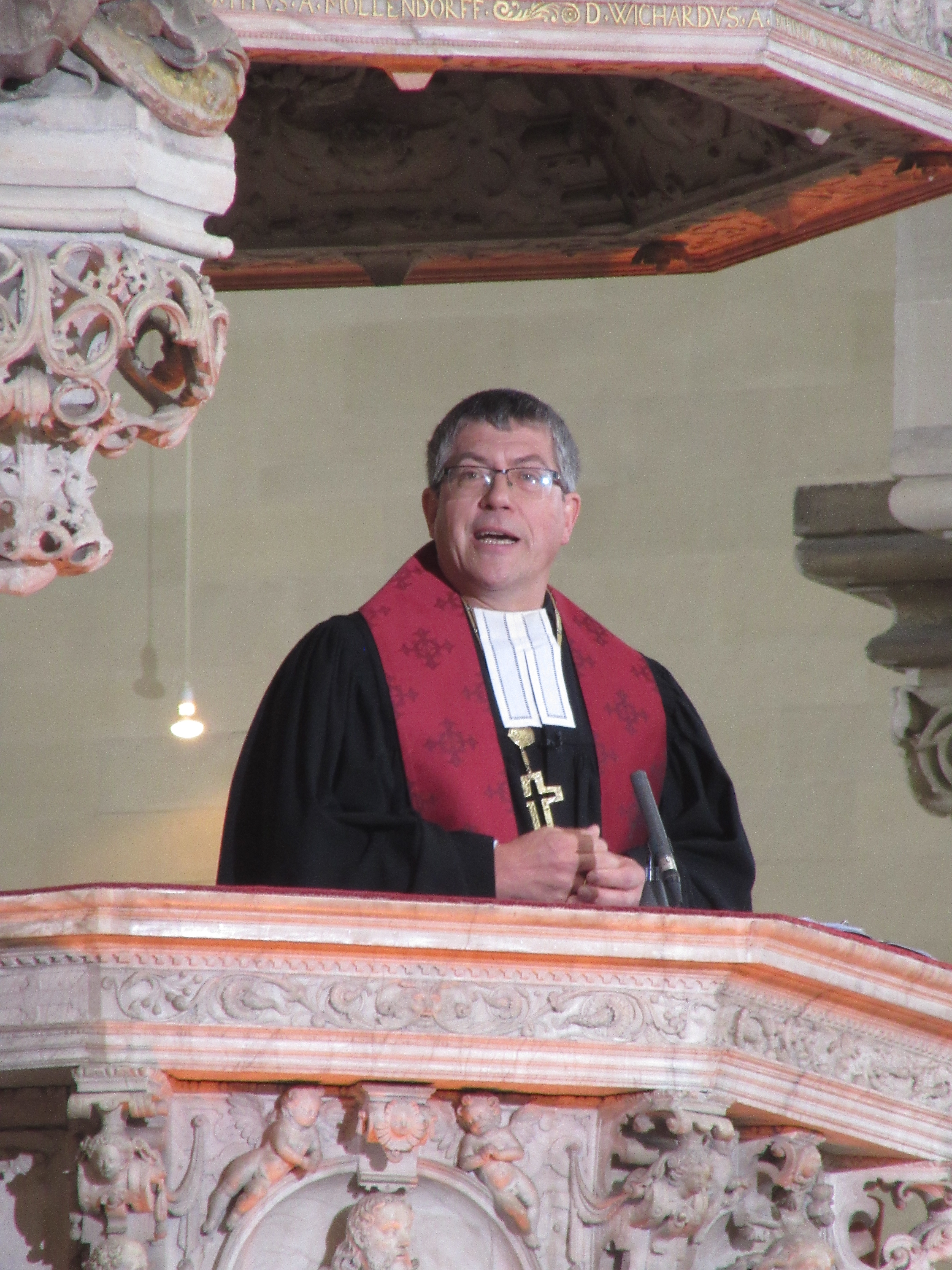
Friedrich Kramer bei der Predigt am 7. September 2019 im Magdeburger Dom

Johann Friedrich Kramer geb. Schulz (* 30. Oktober 1964 in Greifswald) ist ein deutscher evangelischer Geistlicher, Landesbischof der Evangelischen Kirche in Mitteldeutschland und Friedensbeauftragter des Rates der Evangelischen Kirche in Deutschland (EKD). Er trat sein Amt als Landesbischof am 7. September 2019 an.

## Leben
Kramers Vater war Leiter des Predigerseminars Wittenberg. Nach dem Abitur diente Friedrich Kramer von 1983 bis 1985 als Bausoldat in Prora auf Rügen.
Friedrich Kramer studierte Evangelische Theologie an der Humboldt-Universität Berlin. Nach erstem (1991) und zweitem (1993) Kirchlichen Examen wurde er in Querfurt zum Pfarrer der Evangelischen Kirche der Kirchenprovinz Sachsen ordiniert. Von 1993 bis 1996 betreute er die Pfarrstelle Lodersleben und Gatterstädt sowie die Jugendarbeit im Kirchenkreis Querfurt; von 1997 bis 2002 war er gemeinsam mit seiner Frau Sabine Kramer Provinzialpfarrer für Studentenseelsorge in Halle (Saale), ab 2002 mit vollem Dienstumfang. Seit 2004 lehrt er als Honorardozent für Bibelkunde an der Evangelischen Hochschule für Kirchenmusik Halle.
Mit seiner Ehefrau Sabine hat Friedrich Kramer zwei Töchter. 2019 hatten sie zwei Enkeltöchter.

## Wirken
Am ESG-Gesangbuch Durch Hohes und Tiefes (HuT) war er als Mitherausgeber sowie Frontmann der Einspielung beteiligt.
Zum 1. Januar 2009 wurde er Direktor und zugleich Studienleiter für Theologie und Politik der Evangelischen Akademie Sachsen-Anhalt e. V. mit Sitz in Lutherstadt Wittenberg.
Nach der Nichtverlängerung der Amtszeit von Ilse Junkermann als Landesbischöfin der Evangelischen Kirche in Mitteldeutschland (EKM) wurde Kramer als einer der Nachfolgekandidaten „mit Ost-Erfahrung“ aufgestellt. Am 10. Mai 2019 wählte ihn die Synode der EKM im dritten Wahlgang zum neuen Landesbischof. Seine Einführung in das Amt fand am 7. September 2019 im Dom zu Magdeburg statt.
Zudem ist er Vorsitzender der Kirchlichen Stiftung Kunst- und Kulturgut in der Evangelischen Kirche in Mitteldeutschland.
Im Sommer 2020 forderte er von der Bundesregierung den Beitritt zum Atomwaffenverbotsvertrag sowie den Abzug von Kernwaffen aus Deutschland. Selbige Forderung wiederholte er 2024 bei einem Aktionstag gegen die am Fliegerhorst Büchel gelagerten Atomwaffen.
Am 16. September 2020 wurde Kramer als Vertreter der EKD in den Vorstand der Arbeitsgemeinschaft Christlicher Kirchen in Deutschland (ACK) gewählt.
Anlässlich seiner Wahl sagte er:

„Für mich als ostdeutschen Bischof ist die Ökumene seit Kindertagen das Normale: Gemeinsam in der Minderheit Christus bekennen. [...] Wir dürfen nicht müde werden, in die Gesellschaft hineinzuwirken und uns miteinander einzusetzen für Frieden, Gerechtigkeit und die Bewahrung der Schöpfung und für einen respektvollen Umgang mit allen Gläubigen“

Seit Ende Januar 2022 ist er der Friedensbeauftragte des Rates der EKD und hat in dem Zuge sein Amt im Vorstand der ACK abgegeben.
Am 17. Februar 2024 beteiligte er sich neben Gerhard Feige in Magdeburg an einer Demonstration gegen Rechtsextremismus, zu der u. a. auch die Kirchen aufgerufen hatten.
Bei der Frühjahrssynode 2025 sprach sich Kramer für die Direktwahl von Pfarrern und geistlichem Personal durch die Mitglieder von Kirchgemeinden und Kirchenkreisen aus. Er bezog sich dabei auf die Allgemeine Erklärung der Menschenrechte und die Zwölf Artikel.

## Ukrainekrieg und Waffenlieferungen
Nach dem russischen Überfall auf die Ukraine positionierte Kramer sich gegen die Lieferung von Waffen, dies würde „Verhandlungsoptionen für die Zeit nach dem Krieg“ verschließen. Man habe es versäumt, Russlands Sicherheitsinteressen „nüchtern in den Blick zu nehmen“ um einen „gemeinsamen Sicherheitsraum“ zu schaffen. Der Konflikt habe eine Vorgeschichte. Keine Waffen zu liefern, bedeute nicht, die Ukrainer gegen die Übermacht im Stich zu lassen, schließlich gebe es auch in der Ukraine Friedensaktivisten, die zur Gewaltlosigkeit aufriefen. Russland sei kein „Feind“, man solle im „Gespräch bleiben und gemeinsam beten, weil wir einen gemeinsamen Herrn haben“ und gemeinsam mit Partnern in der Ukraine Menschen dort helfen. In den deutschen Ortsgemeinden solle man auch beten, denn „die Kraft des Gebetes ist nicht zu unterschätzen“. Ein Rückfall in Rhetorik und Denken des Kalten Krieges müsse vermieden werden.
Er warne vor „steinzeitliche[r] Aufrüstung“, die zu Eskalation und Nuklearkrieg führen könne, auch das Töten russischer Soldaten sei ein Unrecht, weil diese zum Waffendienst gezwungen worden wären. Man könne nur humanitäre Hilfe leisten und Flüchtlinge aufnehmen.
Unerträglich sei es, wenn deutsche Waffen in der Ukraine an Orten töten würden, wo dies auch im Zweiten Weltkrieg geschehen sei, deutsche Waffen würden dazu keinen Unterschied machen, da andere Staaten liefern könnten und auch würden. Egal ob man liefere oder nicht, man handle sündhaft, und man müsse an die Gefahr denken, dass Deutschland ein Ziel russischer Angriffe werde. Deeskalation sei nötig. Zwar dürfe die Ukraine sich verteidigen, sie solle es aber nicht mit deutschen Waffen tun, denn: „Wir dürfen da nicht gesinnungsethisch reingehen, wir müssen nüchtern draußen bleiben.“ Auch angesichts schwerster Verbrechen gebe es Zeiten, da „können wir alle nur hilflose Zuschauer sein. Und das ist vielleicht gut so.“
Er wurde daraufhin von Sascha Lobo im SPIEGEL scharf kritisiert, in der FAZ gab Michael Martens der Hoffnung Ausdruck, Kramer „möge nie selbst in eine Lage geraten, in der die selbstzufriedene Tatenlosigkeit anderer sein Todesurteil bedeuten kann“. Seine „achselzuckend[e]“ Aussage, es sei „vielleicht“ ganz gut, nur zuschauen zu können, sei „nicht friedliebend, sondern menschenverachtend“.
Rückendeckung erhielt Friedrich Kramer am 30. April 2022 auf der Landessynode der Evangelischen Kirche in Mitteldeutschland, die ihre Unterstützung für sein Engagement als Friedensbeauftragter der EKD zum Ausdruck brachte.